# حسان اليماني (حسان فضل)
حسان اليماني (كان يظهر في بعض الأعمال باسم حسان فضل) (17 مارس 1928 - 14 يوليو 1990)، هو ممثل مصري قديم ظهر في العديد من الأفلام والمسلسلات منذ الخمسينيات من القرن العشرين وحتى نهاية الثمانينيات، وأمتاز بأداء أدوار الساعي أو الموظف البسيط. ومن أشهر أدواره دور الساعي في فيلم «أربعه في مهمه» رسميه للراحل الكبير أحمد زكى. 

## من أعماله
- بائعة الخبز (فيلم) 1953.